# BMX
BMX er en cykelsportsgren, og BMX er en forkortelse af det engelske ord Bicycle Moto Cross. Sporten foregår oftest på en 20" hjulstørrelses cykel. Der er flere måder at dyrke sporten på, og efter hvilken forgrening man vælger, har man forskellige typer stel. Dog er der mange kørere, der kombinerer de forskellige stiltyper, og dyrker en eller flere af dem samtidig.
BMX-sporten stammer fra Californien i USA fra omkring 1969, hvor teenagerne efterlignede deres motocross-helte med deres cykler.

## BMX
BMX er en intens sprintsport, hvor det går ud på at komme først gennem en kort bane, der indeholder forskellige forhindringer i form af hop og sving. Et heat (en gennemkørsel af banen) tager typisk mellem 30 og 45 sekunder.
Man starter otte kørere ad gangen, som alle sendes af sted fra en startrampe (gate). Løbet køres over tre heat, som alle tæller med i den endelige placering. De fire hurtigste kørere går videre til finalen, hvor der kun køres et heat.
Der køres om titler lige fra landsdelsmester til dansk-, nordisk-, europæisk- og verdensmestertitler. Den 30. juni 2003 besluttede den Internationale Olympiske Komite (IOC), at BMX racing bliver en fast del af det olympiske program fra 2008.

## Andre former for BMX
BMX-cykler anvendes også til mere skateboard-orienterede aktiviteter. Disse aktiviteter er dog ikke organiseret, men udgør en stor del af kendskabet til BMX. Under et kaldes denne anvendelse af BMX-cykler for freestyle.

### Vert
Dette er en forgrening, hvor man anvender en U-rampe (en rampe formet som et U), og disse ramper er ofte 2.5-3 meter høje. Begge sider af rampen er vertikale (Deraf navnet "Vert"), og det gælder så om for køreren at få nok fart på til at "køre ud over kanten", enten ved at pumpe vha. buen, køre ned af den og hjule eller køre fra et sted, hvor det er muligt at få fart på. Når køreren så er i luften udfører man som oftest tricks.

### Street
Street-riding, eller gadekørsel er en anden forgrening, som indebærer, at man kører rundt i en by, og finder ting og sager at køre på og lave tricks ud fra. Dette giver også nogle interessante vinkler, da man selv finder på ting og ikke kører efter en arkitekts designplaner. Denne forgrening kræver en god del kreativitet før den rigtig bliver sjov.

### Park
Park er BMX-kørsel i en skatepark. Skateparker kan være både udendørs og indendørs, samt være lavet af både træ, metal og cement. I en skatepark er der opstillet ramper, og andre ting som gør det muligt at lave tricks og spinne.

### Flatland
Flatland skiller sig meget ud fra de andre forgreninger af BMX. Kørere i de andre forgreninger vil ofte tage del i flere stilarter, men flatland-kørere vil ofte kun køre flatland. Disse kørere er meget optaget af det og kan bruge flere timer om dagen på at perfektionere deres stil. Flatland bliver udøvet på fladt underlag (modsat de andre BMX-stilarter), og det går ud på at balancere og spinne med en variation af uforudsete positioner.

### Dirt Jump
Dirt jump er hvor mange kører på en bane lavet af jord. Hoppene kan være fra en halv meter lange, til over 15 meter lange. Der findes forskellige slags hop inden for dirt jumping. Det man kører mest på kaldes "Trails". Trails er hop med et gap (et hul) imellem. Dvs. at hvis du ikke hopper hele vejen over hoppet lander du i et dybt hul, og slår dig voldsomt.
I dirt jump gælder det både om at hoppe højt, og lande 'blødt' og pumpe med cyklen, så du får nok fart på til det næste hop. Når du kommer rigtig højt op, har du masser af muligheder for at lave forskellige tricks. Et meget kendt dirt jump trick er table eller x-up. I x-up drejer du styret mindst 180 grader rundet, så dine armer kryders, og så drejer du det tilbage igen. En table er hvor man lægger cyklen vandret i luften, og ofte lige drejer styret op ad.
De bedste steder i Danmark at kører dirt jump: Roskilde, Viborg, Stilling/skanderborg, Holeby/Lolland, København ,Aalborg og der er sikkert masser af flere steder.

## BMX-tricks
Her er en række BMX-tricks, med forklaring på hvad det er:
| Trick     | Beskrivelse |
| --------- | --- |
| Bunnyhop  | Man laver et kaninhop. (eks. på en vej)                                                                                   |
| X-up      | Styret bliver drejet mindst 180 grader rundt, så køreren krydser armene.                                                  |
| Table     | Køreren ligger cyklen vandret på siden, i luften.                                                                         |
| Tabletop  | Cyklen bliver lagt vandret (mindst) i luften, og styret bliver drejet sådan at forhjulet peger opad.                      |
| 180       | Man roterer 180 grader rundt, hvor efter man tit kører baglæns (fakie) og laver en rotation på baghjulet efter (roll out) |
| 360       | Man roterer 360 grader rundt om sig selv.                                                                                 |
| Fakie     | Man kører baglæns |
| Roll out  | Efter man har kørt baglæns laver man en hurtig rotation på baghjul 180 grader                                             |
| Half-cab  | Man kører baglæns hvor efter man hopper 180 grader rundt i et enkelt hop.                                                 |
| Backflip  | Man roterer rundt i en baglæns salto                                                                                      |
| Frontflip | Man roterer rundt i en forlæns salto                                                                                      |
| Cash roll | Man roterer først 180 grader, hvorefter man laver en baglæns salto, og så roterer man 180 grader igen.                    |

## Organisering

### Race
I Danmark har BMX racing været organiseret i Danmarks Cykel Union (DCU) siden 1. januar 2017. Det blev tidligere organiseret af Dansk Motor Union (DMU), mens sporten på internationalt plan er organiseret i International Cycling Union (ICU). Der er over 20 organiserede klubber i landet.

### Freestyle
Udøvere af BMX freestyle er ofte ikke organiseret i traditionel forstand, men de senere år er internettet blevet brugt til at lave aftaler og dele erfaringer. Der findes i Danmark mindst én forening som organiserer udøvere af freestyle BMX – Danske Freestyle Cyklister – http://dkfc.dk Arkiveret 8. september 2009 hos  Wayback Machine.